# Gnarabup Beach
Gnarabup Beach ist ein Sandstrand im Süden des australischen Bundesstaats Western Australia. Er liegt bei dem Ort Prevelly.
Der Strand ist 1,6 Kilometer lang und bis zu 40 Meter breit. Er öffnet sich in Richtung Westen. Mehrere Fußwege führen zum Strand.
Gnarabup Beach wird nicht von Rettungsschwimmern bewacht.